# Danuta Marzec
Danuta Krystyna Marzec (ur. 29 kwietnia 1948) – polska pedagog i polityk, doktor habilitowana nauk humanistycznych, profesor nadzwyczajna Uniwersytetu Humanistyczno-Przyrodniczego im. Jana Długosza w Częstochowie.

## Życiorys
Zdobyła wykształcenie wyższe, uzyskała stopnie naukowe doktora i doktora habilitowanego. W pracy naukowej specjalizowała się w zakresie pedagogiki opiekuńczej, wychowania fizycznego i pracy socjalnej. Zajmowała się m.in. tematem geragogiki, jako pierwsza w Polsce proponowała wprowadzenie tego przedmiotu do programu studiów pedagogiki wychowawczej. Została nauczycielką akademicką w Wyższej Szkole Pedagogicznej w Częstochowie (przekształconej potem w Akademię im. Jana Długosza oraz Uniwersytet Humanistyczno-Przyrodniczy), objęła na niej stanowisko profesor nadzwyczajnej oraz kierownictwo nad Zakładu Pedagogiki Opiekuńczej i Resocjalizacji. Stanowisko profesora nadzwyczajnego zajmowała także w Wyższej Szkole Edukacji Zdrowotnej i Nauk Społecznych w Łodzi oraz Wyższej Szkole Bezpieczeństwa w Poznaniu. Promotorka co najmniej dwóch przewodów doktorskich i kierownik projektu naukowego. Autorka i współautorka publikacji naukowych oraz podręczników akademickich.
W wyborach w 2001 kandydowała do Senatu w okręgu nr 27 z ramienia KWW Lewica Ziemi Częstochowskiej (zajęła ostatnie, szóste miejsce). Później została członkiem Sojuszu Lewicy Demokratycznej. Z listy tej partii bez powodzenia wystartowała w wyborach do Sejmu w 2007 i 2015. W 2011 ubiegała się o mandat senatora w okręgu 69 (zajęła 3. miejsce na 7 kandydatów)